# Makiko Furukawa
Pour les articles homonymes, voir Furukawa.
Makiko Furukawa (古川牧子, Furukawa Makiko), née le 22 janvier 1947 à Inzai dans la préfecture de Chiba (Japon), est une ancienne joueuse japonaise de volley-ball.
Elle est médaillée d'argent aux Jeux de 1968 et de 1972.

## Carrière
Yukiyo Kojima remporte la médaille d'argent du tournoi féminin aux Jeux olympiques d'été de 1968, perdant en finale face aux Soviétiques. Quatre ans plus tard, elle remporte une nouvelle fois l'argent aux Jeux de 1972, perdant face aux Soviétiques encore une fois.

## Palmarès

### Équipe nationale
- Jeux olympiques
  -  1968 à Mexico.
  -  1972 à Munich.

- Championnat du monde
  -  1970 à Varna.

- Jeux asiatiques
  -  1966 à Bangkok.
  -  1970 à Bangkok.

### En club
- Tournoi de Kurowashiki[4]
  - Vainqueur : 196, 1967, 1969.
  - Finaliste : 1970.